# NGC 1795
NGC 1795 је расејано звездано јато у сазвежђу Златна риба које се налази на NGC листи објеката дубоког неба.
Деклинација објекта је - 69° 48' 5" а ректасцензија 4h 59m 47,0s. Привидна величина (магнитуда) објекта NGC 1795 износи 12,4 а фотографска магнитуда 13,2. NGC 1795 је још познат и под ознакама ESO 56-SC44.